# جون أوروزكو
جون أوروزكو (بالإنجليزية: John Orozco)‏ هو لاعب جمباز فني أمريكي، ولد في 30 ديسمبر 1992 في ذا برونكس في الولايات المتحدة.

## وصلات خارجية
- جون أوروزكو على موقع الاتحاد الدولي للجمباز (licence) (الإنجليزية)
- جون أوروزكو على موقع الاتحاد الدولي للجمباز (biography) (الإنجليزية)
- جون أوروزكو على موقع الاتحاد الأمريكي للجمباز (الإنجليزية)
- جون أوروزكو على موقع اللجنة الأولمبية الدولية (الإنجليزية)
- جون أوروزكو على موقع أوليمبيديا (الإنجليزية)